# Hyloscirtus
Hyloscirtus es un género de anfibios anuros de la familia Hylidae que se distribuyen por Centroamérica y Sudamérica. Se caracterizan por tener fuertes membranas interdigitales en manos y patas. Este género fue "resucitado" en 2005, tras un estudio genético de la familia Hylidae, que identificó en 28 especies, 56 transformaciones comunes de las proteínas mitocondriales y de los genes ribosómicos.

## Especies
Se reconocen las siguientes 39 especies:
- Hyloscirtus albopunctulatus (Boulenger, 1882).[3] - Rana de torrente de puntos blancos.
- Hyloscirtus alytolylax (Duellman, 1972).[4] - Rana de torrente de Tandapi.
- Hyloscirtus antioquia Rivera-Correa & Faivovich, 2013.[5] - Rana de torrente de Antioquia.
- Hyloscirtus arcanus Rivera-Correa, Ron, Nunes, Araujo-Vieira, Pinheiro & Grant, 2024 - Rana de torrente de los Andes peruanos.
- Hyloscirtus armatus (Boulenger, 1902).[6] - Rana de torrente armada.
- Hyloscirtus bogotensis (Peters, 1882).[7] - Rana de torrente de Bogotá.
- Hyloscirtus callipeza (Duellman, 1989).[8] - Rana de torrente de Sardinata.
- Hyloscirtus caucanus (Ardila-Robayo, Ruiz-Carranza & Roa-Trujillo, 1993).[9] - Rana de torrente del Cauca.
- Hyloscirtus charazani (Vellard, 1970).[10] - Rana de torrente de Charazani.
- Hyloscirtus chlorosteus (Reynolds & Foster, 1992).[11] - Rana de torrente de Parjacti, Rana de torrente de Paracti.
- Hyloscirtus colymba (Dunn, 1931).[12] - Rana de torrente de La Loma, Rana de torrente panameña.
- Hyloscirtus condor Almendáriz, Brito-M., Batallas-R. & Ron, 2014.[13] - Rana de Torrente del Cóndor.
- Hyloscirtus criptico Coloma, Carvajal-Endara, Dueñas, Paredes-Recalde, Morales-Mite, Almeida-Reinoso, Tapia, Hutter, Toral & Guayasamin, 2012.[14]- Rana de torrente críptica.
- Hyloscirtus denticulentus (Duellman, 1972).[4] - Rana de torrente de Charta.
- Hyloscirtus diabolus Rivera-Correa, García-Burneo & Grant, 2016.[15] - Rana de torrente diabólica, Rana de torrente de ojos rojos.
- Hyloscirtus estevesi (Rivero, 1968).[16] - Rana de torrente de Venezuela.
- Hyloscirtus hillisi Ron, Caminer, Varela-Jaramillo & Almeida-Reinoso, 2018.[17] - Rana de torrente de Hillis.
- Hyloscirtus jahni (Rivero, 1961).[18] - Rana de torrente de Jahn, Rana andina de Jahn.
- Hyloscirtus larinopygion (Duellman, 1973).[19] - Rana de torrente pastusa.
- Hyloscirtus lascinius (Rivero, 1970).[20] - Rana de torrente del Tama, Rana andina del Tama.
- Hyloscirtus lindae (Duellman & Altig, 1978).[21] - Rana de torrente de Linda.
- Hyloscirtus lynchi (Ruiz-Carranza & Ardila-Robayo, 1991).[22] - Rana de torrente de Lynch, Rana arbórea colombiana de Lynch.
- Hyloscirtus mashpi Guayasamin, Rivera-Correa, Arteaga-Navarro, Culebras, Bustamante, Pyron, Peñafiel, Morochz & Hutter, 2015.[23] - Rana de Torrente del Mashpi.
- Hyloscirtus pacha (Duellman & Hillis, 1990).[24] - Rana de Torrente de Pacha.
- Hyloscirtus palmeri (Boulenger, 1908).[25] - Rana de Torrente de Palmer.
- Hyloscirtus pantostictus (Duellman & Berger, 1982).[26] - Rana de Torrente del Suro.
- Hyloscirtus phyllognathus (Melin, 1941).[27] - Rana de torrente de Roque, Rana de Quebrada.
- Hyloscirtus piceigularis (Ruiz-Carranza & Lynch, 1982).[28] - Rana de torrente del Río Luisito.
- Hyloscirtus platydactylus (Boulenger, 1905).[29] - Rana de torrente de la Cordillera de Mérida.
- Hyloscirtus princecharlesi Coloma, Carvajal-Endara, Dueñas, Paredes-Recalde, Morales-Mite, Almeida-Reinoso, Tapia, Hutter, Toral & Guayasamin, 2012.[14] - Rana de torrente de Cuellaje.
- Hyloscirtus psarolaimus (Duellman & Hillis, 1990).[24] - Rana de torrente de Papallacta.
- Hyloscirtus ptychodactylus (Duellman & Hillis, 1990).[24] - Rana de torrente de Pilaló.
- Hyloscirtus sarampiona (Ruiz-Carranza & Lynch, 1982).[28] - Rana de torrente sarampiona, Rana arborícola los Andes Occidentales.
- Hyloscirtus simmonsi (Duellman, 1989).[30] - Rana de torrente de Simmons.
- Hyloscirtus staufferorum (Duellman & Coloma, 1993).[31] - Rana de torrente de Jondachi.
- Hyloscirtus tapichalaca (Kizirian, Coloma & Paredes-Recalde, 2003).[32] - Rana de torrente de Tapichalaca.
- Hyloscirtus tigrinus Mueses-Cisneros & Anganoy-Criollo, 2008[33]. - Rana de torrente atigrada.
- Hyloscirtus tolkieni Sánchez-Nivicela, Falcón-Reibán & Cisneros-Heredia, 2023.[21] - Rana de torrente de Río Negro.
- Hyloscirtus torrenticola (Duellman & Altig, 1978).[34] - Rana de torrente de Putumayo.